# VNI
VNI là một trong số các quy ước nhập tiếng Việt từ bàn phím quốc tế vào văn bản trên máy tính theo kiểu nhập số sau chữ cái.
Khi nhập văn bản theo quy ước VNI trên bàn phím quốc tế, phần mềm tự động chuyển các số từ quy ước này sang chữ cái đặc biệt hay dấu thanh tương ứng trong font chữ tiếng Việt đang dùng.

## Lịch sử
Kiểu gõ và Bộ chữ VNI do kỹ sư Hồ Thành Việt sáng tạo năm 1987, cũng là người đầu tiên sáng tạo ra các phông chữ Quốc ngữ có dấu để dùng trên máy điện toán từ thời của hệ điều hành MS-DOS.
Trong những năm 1990, Microsoft đã tích hợp phương thức nhập VNI vào Windows 95 Vietnamese Edition và MSDN. Tuy nhiên, công ty VNI cho rằng Microsoft sử dụng trái phép công nghệ này và đã đưa Microsoft ra tòa về vấn đề này. Microsoft đã giải quyết vụ việc ra tòa, rút phương thức nhập VNI khỏi toàn bộ dòng sản phẩm của họ và phát triển phương thức nhập riêng. Mặc dù hầu như không được biết đến, nó đã xuất hiện trong mọi phiên bản Windows kể từ Windows 98.
Windows 10 version 1903 đã chính thức hỗ trợ kiểu gõ Telex và VNI. Gboard (ứng dụng bàn phím ảo trên thiết bị Android và iOS tích hợp công cụ Tìm kiếm do Google phát triển) chưa hỗ trợ bộ gõ này.

## Quy ước
| Ký tự, dấu thanh  | VNI                     |
| ----------------- | ----------------------- |
| ă                 | a8                      |
| â                 | a6                      |
| đ                 | d9                      |
| ê                 | e6                      |
| ô                 | o6                      |
| ơ                 | o7                      |
| ư                 | u7                      |
| sắc               | 1                       |
| huyền             | 2                       |
| hỏi               | 3                       |
| ngã               | 4                       |
| nặng              | 5                       |
| Xóa dấu:          | 0                       |
| Ví dụ: Tiếng Việt | Vi1 du5: Tie61ng Vie65t |

Các dấu của chữ được gõ ngay sau chữ đó. Do vậy để gõ VNI cho ra chữ số ngay sau chữ cái, phải ấn 2 lần liên tiếp cùng một phím số. Ví dụ muốn gõ a1, ta gõ a11—phím 1 sẽ thay đổi lại dấu sắc (') trong á thành số 1 (nếu gõ a12 thì sẽ thành à). Tuy vậy, có thể sử dụng vùng phím số phía bên phải (Numeric keypad) của bàn phím khi đang ở trạng thái Numeric Lock (đối với bàn phím tiêu chuẩn 104 phím) để gõ số ngay sau chữ, vì bộ gõ VNI không ảnh hưởng tới vùng phím này.

## Ưu và nhược điểm so với Telex
VNI có nhược điểm là sử dụng hàng phím số để sinh dấu nên phạm vi gõ rộng hơn và chậm hơn so với Telex. Tuy vậy nó có ưu điểm là vì các phím sinh dấu không ở trong các phím chữ cái nên việc gõ song song Anh-Việt là thoải mái hơn và không cần đổi bộ gõ. Điều này rất thích hợp cho các lập trình viên ở Việt Nam khi vừa phải dùng tiếng Anh để gõ các câu lệnh code đồng thời phải dùng tiếng Việt để gõ văn bản hiển thị của chương trình (ví dụ như lập trình ứng dụng hay website tiếng Việt) mà không muốn phải đổi bộ gõ nhiều lần. Nó cũng thích hợp cho người nước ngoài gõ tiếng Việt hơn vì dễ tìm phím sinh dấu (nằm ở hàng phím số) hơn kiểu Telex (nằm rải rác trong bàn phím chữ).